# Lija Laizāne
Lija Laizāne (Riga, 6 juli 1993) is een Letse wielrenster. Tussen 2011 en 2019 werd ze tien maal Lets kampioene, zowel op de weg als in de tijdrit. Ze reed bij de Italiaanse ploeg Aromitalia Vaiano (2014-2018) met een intermezzo van januari tot en met juni 2016 bij het eveneeen Italiaanse Servetto Footon. Van 2019-2022 reed ze bij het Spaanse Eneicat-RBH Global en laatstelijk in 2023 bij de Spaans-Baskische formatie van Laboral Kutxa-Fundación Euskadi.

## Palmares
2010
 Lets kampioenschap tijdrijden
2011
 Lets kampioene tijdrijden
2012
 Lets kampioenschap tijdrijden
2014
 Lets kampioenschap tijdrijden
2015
 Lets kampioene tijdrijden
 Lets kampioene op de weg
2016
 Lets kampioene tijdrijden
 Lets kampioene op de weg
2017
 Lets kampioene tijdrijden
 Lets kampioene op de weg
2018
 Lets kampioene tijdrijden
 Lets kampioene op de weg
2019
 Lets kampioene op de weg
 Lets kampioenschap tijdrijden
2021
 Lets kampioenschap tijdrijden
 Lets kampioenschap op de weg
2022
 Lets kampioenschap tijdrijden
 Lets kampioenschap op de weg